# Ampilly-les-Bordes
Ampilly-les-Bordes este o comună în departamentul Côte-d'Or, Franța. În 2009 avea o populație de 76 de locuitori.

## Evoluția populației
| An        | 1975 | 1982 | 1990 | 1999 | 2006 | 2009 |
| --------- | ---- | ---- | ---- | ---- | ---- | ---- |
| Populație | 115  | 117  | 100  | 90   | 62   | 76   |